# Guéla Doué
Guela Maho Lewis Doué (Angers, 17 ottobre 2002) è un calciatore francese naturalizzato ivoriano, difensore dello Strasburgo.

## Biografia
Anche il fratello minore Désiré (nato nel 2005) e i cugini Marc-Olivier Doué e Yann Gboho sono calciatori professionisti: in particolare, Guéla e Désiré hanno giocato insieme durante il loro periodo al Rennes.

## Carriera

### Club
Doué si è unito al Rennes ad otto anni, facendo parte della generazione che comprendeva Eduardo Camavinga, Brandon Soppy e Georginio Rutter. Ha iniziato a giocare in Championnat National 3 con le riserve nella stagione 2020-21.
Ha firmato il suo primo contratto professionistico il 18 novembre 2021. I suoi progressi nel corso della stagione 2021-22 sono stati interrotti da un grave infortunio, da vui ha recuperato solo nel maggio 2022, aiutando il club alla promozione in Championnat National 2.
Ha debuttato in prima squadra nelle amichevoli estive unendosi al fratello Désiré contro il Caen.
Dopo essere apparso numerose volte in panchina sotto la gestione di Bruno Génésio, il 17 gennaio 2023 ha rinnovato il contratto fino al 2025.
Ha debuttato in prima squadra il 1º febbraio 2023 nella vittoria contro lo Strasburgo per 3-0, entrando in campo come sostituto di suo fratello.

### Nazionale
Nato in Francia, ha origini ivoriane.
Nel marzo 2024 viene convocato per la prima volta dalla nazionale maggiore, con cui esordisce il 24 del mese stesso nell'amichevole pareggiata 2-2 contro il Benin. Tre giorni dopo realizza la sua prima rete con gli ivoriani nell'amichevole vinta 2-1 contro l'Uruguay.

## Statistiche

### Presenze e reti nei club
Statistiche aggiornate all'8 dicembre 2024.
| Stagione        | Squadra         | Campionato      | Campionato | Campionato | Coppe nazionali | Coppe nazionali | Coppe nazionali | Coppe continentali | Coppe continentali | Coppe continentali | Altre coppe | Altre coppe | Altre coppe | Totale | Totale | Totale |
| Stagione        | Squadra         | Comp            | Pres       | Reti       | Comp            | Pres            | Reti            | Comp               | Pres               | Reti               | Comp        | Pres        | Reti        | Pres   | Reti   |        |
| --------------- | --------------- | --------------- | ---------- | ---------- | --------------- | --------------- | --------------- | ------------------ | ------------------ | ------------------ | ----------- | ----------- | ----------- | ------ | ------ | ------ |
| 2020-2021       | Rennes 2        | N3              | 3          | 0          | -               | -               | -               | -                  | -                  | -                  | -           | -           | -           | 3      | 0      |        |
| 2021-2022       | Rennes 2        | N3              | 3          | 0          | -               | -               | -               | -                  | -                  | -                  | -           | -           | -           | 3      | 0      |        |
| 2022-2023       | Rennes 2        | N2              | 12         | 0          | -               | -               | -               | -                  | -                  | -                  | -           | -           | -           | 12     | 0      |        |
| 2023-2024       | Rennes 2        | N3              | 2          | 0          | -               | -               | -               | -                  | -                  | -                  | -           | -           | -           | 2      | 0      |        |
| Totale Rennes 2 | Totale Rennes 2 | Totale Rennes 2 | 20         | 0          |                 | -               | -               |                    | -                  | -                  |             | -           | -           | 20     | 0      |        |
| 2022-2023       | Rennes          | L1              | 2          | 0          | CF              | 0               | 0               | UEL                | 0                  | 0                  | -           | -           | -           | 2      | 0      |        |
| 2023-2024       | Rennes          | L1              | 24         | 0          | CF              | 5               | 0               | UEL                | 4                  | 0                  | -           | -           | -           | 33     | 0      |        |
| Totale Rennes   | Totale Rennes   | Totale Rennes   | 26         | 0          |                 | 5               | 0               |                    | 4                  | 0                  |             | -           | -           | 35     | 0      |        |
| 2024-2025       | Strasburgo      | L1              | 13         | 1          | CF              | -               | -               | -                  | -                  | -                  | -           | -           | -           | 13     | 1      |        |
| Totale carriera | Totale carriera | Totale carriera | 59         | 1          |                 | 5               | 0               |                    | 4                  | 0                  |             | -           | -           | 68     | 1      |        |

### Cronologia presenze e reti in nazionale
| Cronologia completa delle presenze e delle reti in nazionale ― Costa d'Avorio | Cronologia completa delle presenze e delle reti in nazionale ― Costa d'Avorio | Cronologia completa delle presenze e delle reti in nazionale ― Costa d'Avorio | Cronologia completa delle presenze e delle reti in nazionale ― Costa d'Avorio | Cronologia completa delle presenze e delle reti in nazionale ― Costa d'Avorio | Cronologia completa delle presenze e delle reti in nazionale ― Costa d'Avorio | Cronologia completa delle presenze e delle reti in nazionale ― Costa d'Avorio | Cronologia completa delle presenze e delle reti in nazionale ― Costa d'Avorio |
| Data                                                                          | Città                                                                         | In casa                                                                       | Risultato                                                                     | Ospiti                                                                        | Competizione                                                                  | Reti                                                                          | Note                                                                          |
| ----------------------------------------------------------------------------- | ----------------------------------------------------------------------------- | ----------------------------------------------------------------------------- | ----------------------------------------------------------------------------- | ----------------------------------------------------------------------------- | ----------------------------------------------------------------------------- | ----------------------------------------------------------------------------- | ----------------------------------------------------------------------------- |
| 23-3-2024                                                                     | Amiens                                                                        | Costa d'Avorio                                                                | 2 – 2                                                                         | Benin                                                                         | Amichevole                                                                    | -                                                                             | 63’                                                                           |
| 26-3-2024                                                                     | Lens                                                                          | Costa d'Avorio                                                                | 2 – 1                                                                         | Uruguay                                                                       | Amichevole                                                                    | 1                                                                             | 83’                                                                           |
| 6-9-2024                                                                      | Bouaké                                                                        | Costa d'Avorio                                                                | 2 – 0                                                                         | Zambia                                                                        | Qual. Coppa d'Africa 2025                                                     | -                                                                             | 80’                                                                           |
| 10-9-2024                                                                     | Yaoundé                                                                       | Ciad                                                                          | 0 – 2                                                                         | Costa d'Avorio                                                                | Qual. Coppa d'Africa 2025                                                     | -                                                                             | 75’                                                                           |
| 11-10-2024                                                                    | San-Pédro                                                                     | Costa d'Avorio                                                                | 4 – 1                                                                         | Sierra Leone                                                                  | Qual. Coppa d'Africa 2025                                                     | -                                                                             | 78’                                                                           |
| 15-10-2024                                                                    | Monrovia                                                                      | Sierra Leone                                                                  | 1 – 0                                                                         | Costa d'Avorio                                                                | Qual. Coppa d'Africa 2025                                                     | -                                                                             |                                                                               |
| 19-11-2024                                                                    | Abidjan                                                                       | Costa d'Avorio                                                                | 4 – 0                                                                         | Ciad                                                                          | Qual. Coppa d'Africa 2025                                                     | -                                                                             |                                                                               |
| 21-3-2025                                                                     | Meknès                                                                        | Burundi                                                                       | 0 – 1                                                                         | Costa d'Avorio                                                                | Qual. Mondiali 2026                                                           | -                                                                             |                                                                               |
| Totale                                                                        |                                                                               | Presenze                                                                      | 8                                                                             |                                                                               | Reti                                                                          | 1                                                                             |                                                                               |